# Dimitar Berbatov
Dimitar Ivanov Berbatov (bulharsky Димитър Иванов Бербатов, * 30. ledna 1981 Blagoevgrad) je bývalý bulharský profesionální fotbalista, který hrával na pozici útočníka. Svoji hráčskou kariéru ukončil v roce 2018 v dresu indického klubu Kerala Blasters. Mezi lety 1999 a 2010 odehrál také 78 zápasů v dresu bulharské reprezentace, ve kterých vstřelil 48 branek.
Jeho otec byl taktéž profesionální fotbalista a hrál za místní tým Pirin Blagoevgrad. Matka byla profesionální házenkářka. Berbatovovým fotbalovým idolem z mládí byl Marco van Basten a po EURU 1996 hlavně Alan Shearer, jež se pro něj stal herním vzorem.

## Klubová kariéra

### CSKA Sofia
Dimitar Berbatov začal svou kariéru, stejně jako otec v Pirinu Blagoevgrad, ale už v sedmnácti letech přestoupil do CSKA Sofia, kde jako osmnáctiletý debutoval v první lize, v níž stihl odehrát 50 utkání a nastřílet úctyhodných 25 gólů.

### Bayer Leverkusen
V lednu roku 2001, po sérii 11 utkání za Sofii, v nichž nastřílel 9 gólů, podepsal Berbatov smlouvu s německým Bayerem Leverkusen, s nímž ve stejné sezoně zažil jízdu až do finále Ligy mistrů, v němž si Berbatov zahrál jako střídající hráč. Nicméně sezona pro Bayer to byla nakonec smutná, protože skončil druhý jak v Lize mistrů, tak Bundeslize i v německém poháru. V další sezoně získal stálé místo v sestavě, stal se bulharským fotbalistou roku 2004 a postupně na sebe začal upozorňovat skauty z celé Evropy, zvláště když nastřílel 5 gólů v ročníku 2004/05 Ligy mistrů.

### Tottenham Hotspur
Dlouho předpovídaný přestup se uskutečnil až v květnu 2006, Berbatov se stěhoval do Tottenhamu Hotspur za 16 milionů eur a stal se tak nejdražším bulharským fotbalistou v historii. Poměrně brzy se stal oporou týmu a utvořil údernou dvojici s irským útočníkem Robbie Keanem. Díky své stoupající formě, s níž nastřílel 23 gólů ve 49 zápasech (z toho 12 gólů ve 33 zápasech Premier league), se již ve své první sezoně stal hráčem sezony Tottenhamu Hotspur a zároveň se dostal do sestavy roku Premier league. V sezoně 2007/08 pokračuje Berbatov ve svých skvělých výkonech za Tottenham Hotspur, za zmínku stojí jeho čtyřgólové představení v zápase s Readingem, který vyhrál Tottenham 6-4, či vítězství v anglickém ligovém poháru.

### Manchester United

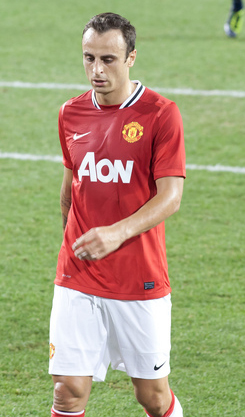
Dimitar Berbatov v dresu Manchesteru United.

Po dvou skvělých sezonách v Tottenhamu Berbatov přestoupil v létě 2008 do týmu úřadujícího vítěze Ligy Mistrů, Manchesteru United. Přišel za rekordních 30 milionů liber a podepsal čtyřletý kontrakt. První dva góly v novém působišti vstřelil v zápase Ligy mistrů proti Aalborgu, kdy pomohl k vítězství 3-0. Celkem za sezonu 2008/09 nastřílel 14 gólů, v další sezoně se trefil 12krát. Až třetí sezona v dresu Rudých ďáblů se ukázala jako nejlepší. Manchester přišel o Wayna Rooneyho, který chtěl odejít, a tak se Berbatov stal hlavním tahounem týmu. 19. září 2010 nastřílel první hattrick za United proti Liverpoolu a výraznou měrou rozhodl o výhře 3-2. Jeho druhý gól, který vstřelil nůžkami, byl zvolen gólem sezony. O šestnáct dní později vyrovnal rekord v počtu gólů za zápas. V zápase proti Blackburnu se trefil celkem pětkrát, zápas skončil drtivým výsledkem 7-1. Podobný kousek se povedl jen Alanu Shearerovi, Andy Coleovi a Jermainu Defoeovi. A v prosinci roku 2010 byl už rekordně posedmé zvolen bulharským fotbalistou roku. Na první góly v roce 2011 nečekal dlouho, další, už třetí, hattrick zaznamenal v zápase proti Birminghamu. Tím se stal prvním hráčem United od dob Ruuda van Nistelrooye, který vstřelil tři hattricky v jedné sezoně. Sezonu 2010/11 ukončil se 20 vstřelenými góly, čímž se stal nejlepší střelcem Premier League společně s Carlosem Tévezem z konkurenčního Manchesteru City. V průběhu další sezony 2011-12 Berbatov přišel o místo v základní sestavy vlivem návratu Wayna Rooneyho a vzrůstající formy Dannyho Welbecka. I tak dokázal vstřelit další hattrick, povedl se mu na Boxing Day proti Wiganu, zápas skončil debaklem 5-0. Na konci sezony mu Sir Alex Ferguson však řekl, že už s ním nepočítá, což se ještě potvrdilo příchodem Robina van Persieho z Arsenalu.

### Fulham

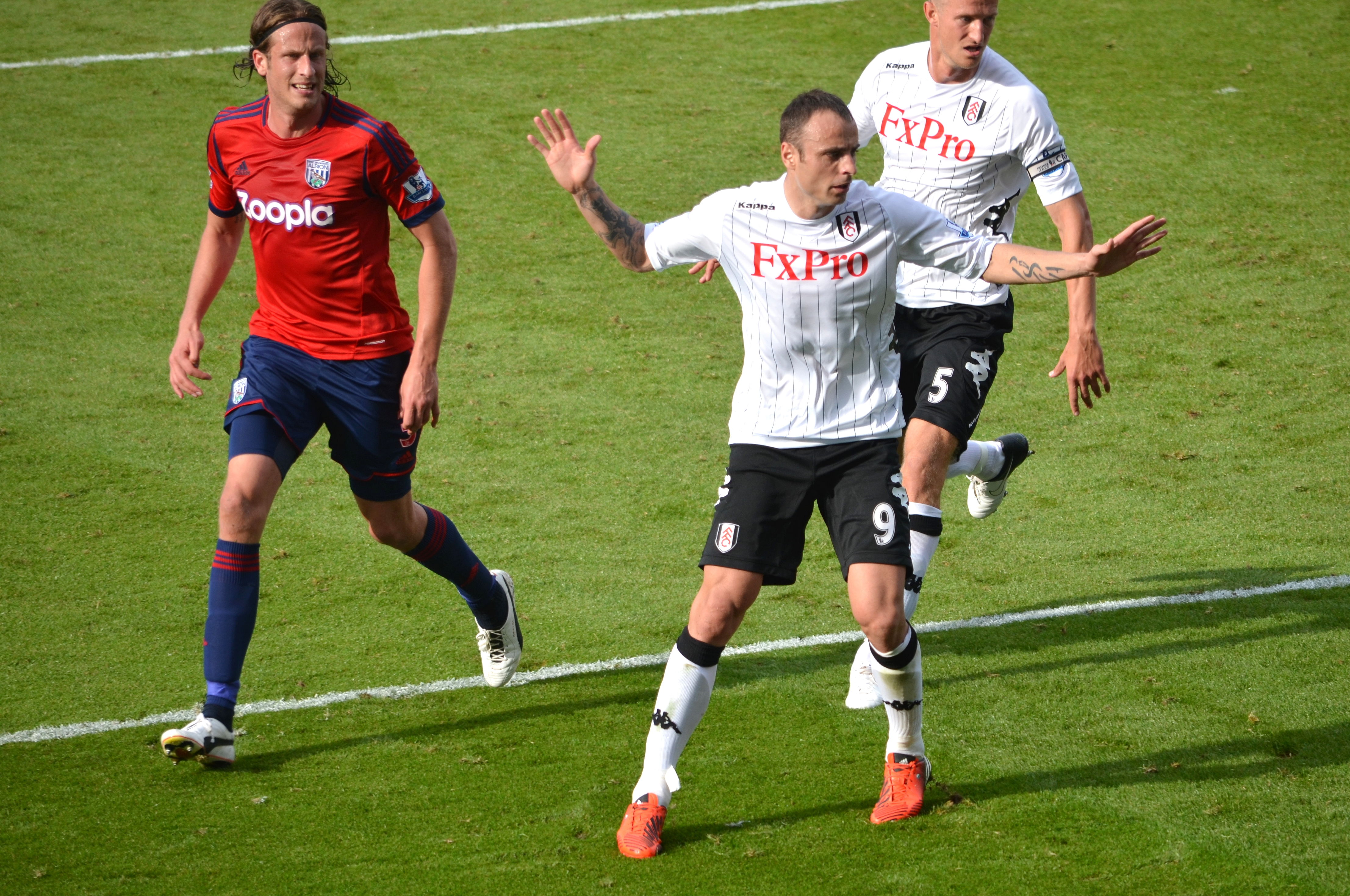
Berbatov v barvách Fulhamu ve svém prvním zápase na Craven Cottage.

Celé léto si Berbatov hledal vhodný tým, kam by mohl přestoupit. Už byl dohodnutý s italskou Fiorentinou, když se ozval Fulham a Berbatov přiznal, že by rád zůstal v Anglii. Proto 31. srpna 2012 podepsal dvouletý kontrakt s Fulhamem, který vedl jeho bývalý trenér z Tottenhamu Martin Jol. Hned při svém debutu v základní sestavě vstřelil dva góly a pomohl k vítězství nad West Bromwich 3-0. V listopadu přispěl gólem a asistencí k remíze 3-3 na hřišti Arsenalu.
Na Boxing Day, tj. 26. prosince, také skóroval v domácím utkání proti Southamptonu. Jenže jako oslavu si sundal dres a na tílku odhalil nápis "keep calm and pass me the ball", což v překladu znamená "zachovej klid a přihraj mi míč". Za sundání dresu dostal Berbatov žlutou kartu a vysloužil si kritiku jak od fanoušků, tak i od trenéra, který uznal, že to bylo poměrně hloupé.
2. března 2013 se ve 28. ligovém kole jedním gólem podílel na remíze 2:2 s domácím Sunderlandem. Berbatov skóroval z pokutového kopu v 16. minutě utkání. Ve 30. kole zařídil svým gólem vítězství 1:0 nad domácím Tottenhamem. 19. května 2013 v posledním ligovém kole Premier League 2012/13 v zápase se Swansea City AFC vstřelil jeden gól a podílel se na vítězství 3:0. Fulham zakončil ligový ročník na dvanáctém místě se ziskem 43 bodů.

### AS Monaco
Dvě hodiny před uzávěrkou zimních přestupů 31. ledna 2014 bylo potvrzeno angažování hráče v klubu francouzské Ligue 1 AS Monaco. Přišel jako náhrada za zraněného kolumbijského útočníka Radamela Falcaa.

### PAOK FC
1. září 2015 přestoupil jako volný hráč do řeckého klubu PAOK FC.

## Reprezentační kariéra
Dimitar Berbatov nastupoval v letech 1999–2010 za bulharský národní tým, v 78 zápasech vstřelil 48 gólů, což z něj činí historicky nejlepšího střelce bulharské reprezentace.

## Osobní život
Berbatov se učil mluvit anglicky u série filmu Kmotr. Kromě fotbalu má jako své záliby basketbal a kreslení. Berbatov je sponzorem dětské charity v jeho rodném Bulharsku, je také zakladatelem Dimitar Berbatov Foundation, která pomáhá mladým lidem rozvíjet jejich nadání.

## Úspěchy

### Klubové
CSKA Sofia
- Bulharský fotbalový pohár: 1998/99

Tottenham Hotspur
- Anglický ligový pohár: 2007/08

Manchester United
- Premier League: 2008-09, 2010-11
- Anglický ligový pohár: 2009/10
- Community Shield: 2010, 2011
- Mistrovství světa klubů FIFA: 2008

### Individuální
- Bulharský muž roku: 2009
- Bulharský fotbalista roku: 2002, 2004, 2005, 2007, 2008, 2009, 2010
- Tottenham hráč roku: 2006/07
- Premier League hráč měsíce: Duben 2007, Leden 2011
- PFA Premier League tým roku: 2006/07, 2010/11
- Nejlepší střelec Premier League: 2010/11
- Hráč měsíce Ligue 1 podle UNFP – duben 2014[7]